# Opopaea kulczynskii
Opopaea kulczynskii là một loài nhện trong họ Oonopidae.
Loài này thuộc chi Opopaea. Opopaea kulczynskii được Lucien Berland miêu tả năm 1914.